# Глушкова къща
Къщата на Глушкови (на македонска литературна норма: Куќа на Глушкови) е къща в град Велес, Северна Македония.

## История
Къщата е разположена на улица „Йордан Хаджиконстантинов – Джинот“ № 41. Изградена е в 1928 година по проект на Стефан Гайдов, който по това време е студент по музика в Белград. Къщата се отличава с красиви декоративни елементи от всичките четири страни, специално изработени във фабриката на Левкови „Вила Зора“.